# 33 Dywizja Strzelecka Wojsk Konwojujących NKWD
33 Dywizja Strzelecka Wojsk Konwojujących NKWD (ros. 33-я дивизия конвойных войск НКВД СССР) – jedna z dywizji piechoty wojsk NKWD z okresu II wojny światowej a także lat powojennych.

## Historia
Została sformowana 26 marca 1942 w Kujbyszewie (obecna Samara). Rozwiązana 8 stycznia 1947.